# På väg

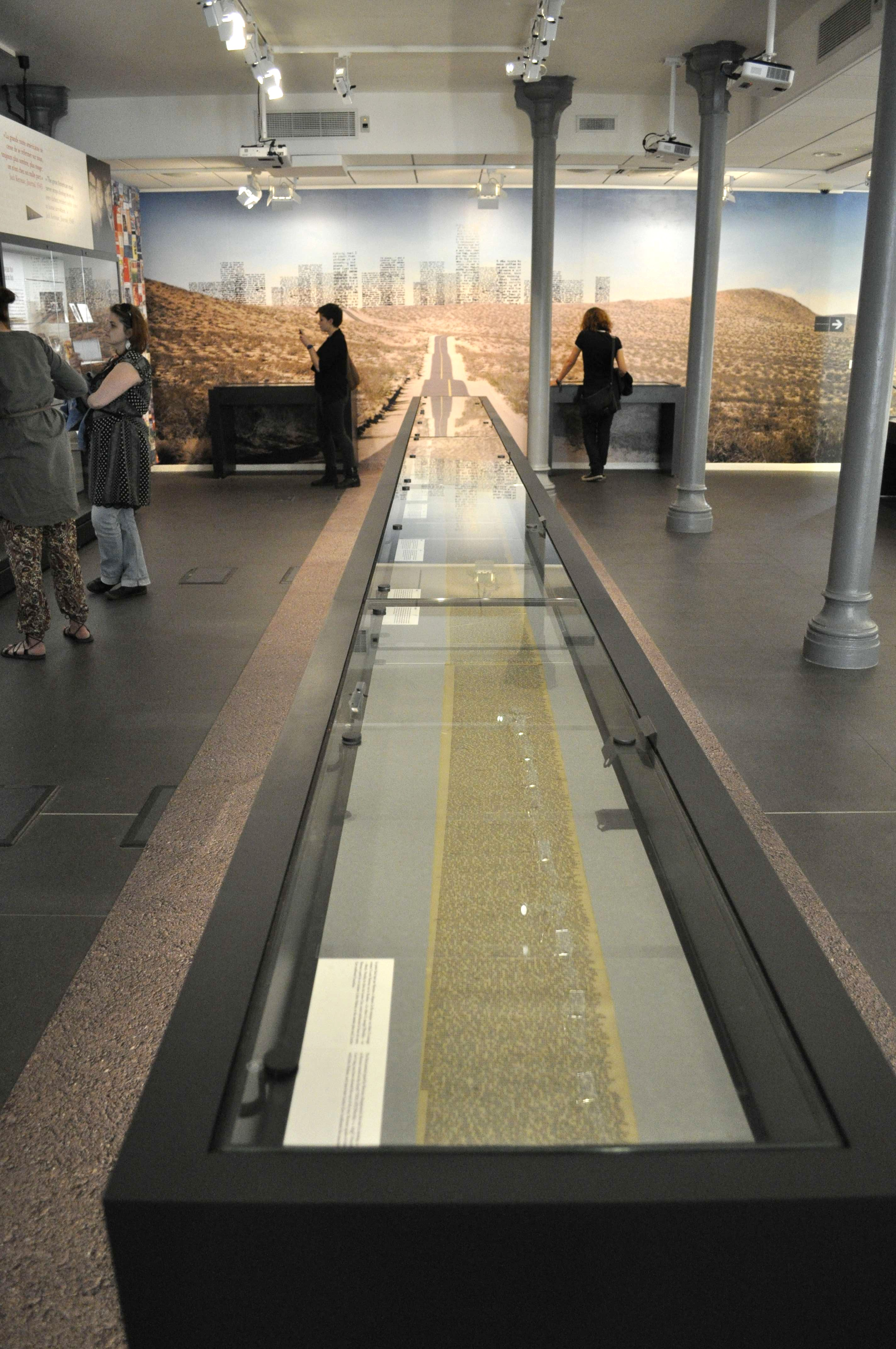
Pappersrullen med originalmanuskriptet.

På väg (originaltitel: On the Road), även översatt med titeln På drift, är en roman av Jack Kerouac, utgiven den 5 september 1957. Romanen anses vara ett av de mest inflytelserika verken i den amerikanska beatnikrörelsen. Den har kallats för deras katekes, "den nya etniken". Romanen blev en stor succé, översattes till flera språk och har enbart i USA sålts i över fyra miljoner exemplar.
Första utgåvan utkom på Viking Press i en version med många textjusteringar utförda av förlaget. En ny utgåva som helt följer författarens ursprungliga manuskript ("the original scroll"), och som publicerades av Viking Press 2007, utkom på svenska 2016 med titeln På väg – originalversionen.

## Handling
Romanen beskriver Jack Kerouacs resor i USA tillsammans med andra författare och kulturpersonligheter. Deras verkliga namn kom dock att skrivas under pseudonym. Sal Paradise (Kerouacs alter ego) driver från plats till plats tillsammans med nära vännen Dean Moriarty (Neal Cassady). De hankar sig fram genom att lifta från New York via Kalifornien och vidare mot Mexiko. Resorna präglas av frivola utläggningar om droger och sex. I den numera aktuella utgåvan av boken (På väg – originalversionen) har personerna återfått sina riktiga namn.

## Berättarstil
Romanen är skriven i en berättarstil präglad av så kallad inre monolog, en flödande stil inspirerad av bebop-jazzen. Kerouac antecknade under sina resor, och romanen lär vara författad under endast tre veckor. Romanen skrevs då på en 36 meter lång pappersrulle, i en spalt och ett stycke.